# オースティン・ビベンス＝ディルクス
- オースティン・ビベンス＝ダークス

オースティン・ミッチェル・ビベンス＝ディルクス（Austin Mitchel Bibens-Dirkx, 1985年4月29日 - ）は、アメリカ合衆国オレゴン州マリオン郡カイザー出身の元プロ野球選手（投手）。右投右打。愛称はエル・ルビオ。
メディアによっては「ビベンスダークス」とも表記される。ダークスが英語読みで、ディルクスはオランダ語読みである。
ライアン・ローランド＝スミスに次いで、MLB史上2人目のラストネームにハイフンを用いた選手である。

## 経歴

### プロ入りとマリナーズ傘下時代
2006年のMLBドラフト16巡目（全体471位）でシアトル・マリナーズから指名され、プロ入り。契約後、傘下のA-級エバレット・アクアソックスでプロデビュー。同球団で3試合に登板後、A級ウィスコンシン・ティンバーラトラーズへ昇格。A級ウィスコンシンでは25試合に登板して2勝2敗4セーブ・防御率1.95・25奪三振の成績を残した。
2007年はA+級ハイデザート・マーベリックスでプレーし、31試合に登板して3勝1敗8セーブ・防御率4.42・26奪三振の成績を残した。
2008年はA+級ハイデザートで開幕を迎え、29試合に登板したが、7月9日に左膝の故障で離脱した。7月30日にルーキー級アリゾナリーグ・マリナーズで復帰。8月22日にA+級ハイデザートへ再昇格した。A+級ハイデザートでは32試合に登板して1勝1敗1セーブ・防御率7.95・31奪三振の成績を残した。
2009年4月3日にマリナーズを自由契約となった。

### カブス傘下時代
2009年5月にゴールデンベースボールリーグのビクトリア・シールズと契約して8試合に登板後、7月5日にシカゴ・カブスとマイナー契約を結んだ。傘下のA級ピオリア・チーフスでプレーし、12試合（先発8試合）に登板して7勝2敗1セーブ・防御率3.70・50奪三振の成績を残した。
2010年はAA級テネシー・スモーキーズでプレーし、16試合に先発登板して5勝3敗・防御率3.27・68奪三振の成績を残した。7月にAAA級アイオワ・カブスへ昇格し、13試合（先発8試合）に登板して5勝4敗・防御率4.61・34奪三振の成績を残した。
2011年はAAA級アイオワで開幕を迎え、20試合に登板したが、防御率7.16と振るわず、7月にAA級テネシーへ降格した。AA級テネシーで5試合に登板後、8月にAAA級アイオワへ再昇格した。AAA級アイオワでは24試合（先発17試合）に登板して4勝5敗・防御率6.07・75奪三振の成績を残した。

### ナショナルズ傘下時代
2012年1月10日にワシントン・ナショナルズとマイナー契約を結んだ。傘下のAA級ハリスバーグ・セネターズとAAA級シラキュース・チーフスでプレー。AAA級シラキュースでは29試合（先発2試合）に登板して0勝3敗1セーブ・防御率5.59・47奪三振の成績を残した。8月12日にFAとなった。

### ロッキーズ傘下時代
2012年8月15日にコロラド・ロッキーズとマイナー契約を結んだ。契約後はAAA級コロラドスプリングス・スカイソックスでプレーし、7試合に登板して1勝1敗・防御率13.89・10奪三振の成績を残した。

### ブルージェイズ傘下時代

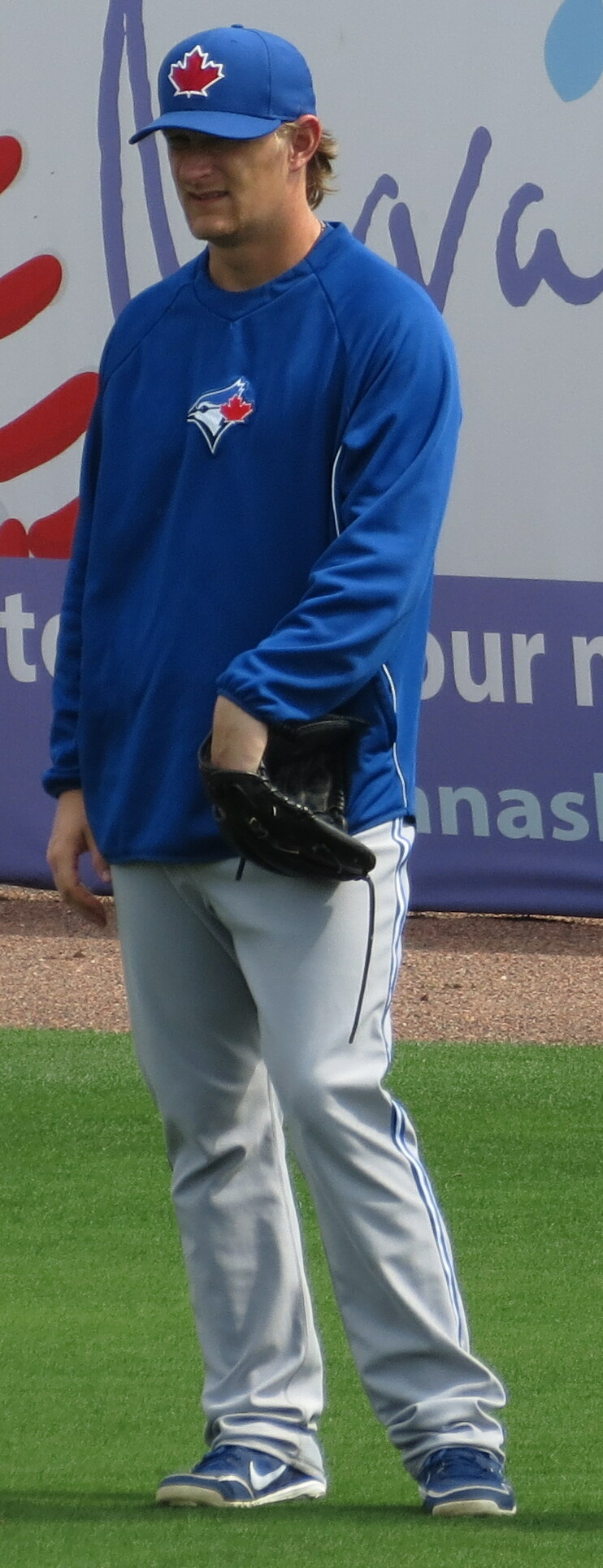
トロント・ブルージェイズ時代
(2013年3月24日)

2013年1月15日にトロント・ブルージェイズとマイナー契約を結んだ。この年は傘下のAA級ニューハンプシャー・フィッシャーキャッツとA+級ダニーデン・ブルージェイズでプレー。AA級ニューハンプシャーでは12試合（先発10試合）に登板して3勝4敗・防御率1.92・57奪三振の成績を残した。
2014年はAAA級バッファロー・バイソンズとAA級ニューハンプシャーでプレー。AAA級バッファローでは17試合（先発4試合）に登板して2勝2敗・防御率3.89・35奪三振の成績を残した。オフの11月4日にFAとなったが、12日にブルージェイズとマイナー契約で再契約した。
2015年もAAA級バッファローとAA級ニューハンプシャーでプレー。この年はAA級ニューハンプシャーでの登板が多く、20試合（先発18試合）に登板して7勝8敗・防御率4.08・86奪三振の成績を残した。オフの11月6日にFAとなった。

### 独立リーグ時代
2016年4月5日に独立リーグであるアトランティックリーグのランカスター・バーンストーマーズと契約。10試合に先発登板して3勝3敗・防御率3.81・50奪三振の成績を残した。

### レンジャーズ時代
2016年6月17日にテキサス・レンジャーズとマイナー契約を結んだ。傘下のAAA級ラウンドロック・エクスプレスへ配属され、17試合（先発13試合）に登板して3勝4敗・防御率3.04・62奪三振の成績を残した。オフの11月7日にFAとなったが、12月16日にレンジャーズとマイナー契約で再契約した。
2017年は開幕からAAA級ラウンドロックでプレーし、5月7日にメジャー契約を結んでアクティブ・ロースター入りした。5月17日のフィラデルフィア・フィリーズ戦でメジャーデビューを果たし、1回を投げて1失点だった。6月6日のニューヨーク・メッツ戦でMLB初勝利を挙げた。次の登板となった6月11日のナショナルズ戦から先発に回り、この試合では7回1失点の好投で相手先発のマックス・シャーザーに投げ勝った。この年はMLBでは24試合（先発6試合）に登板して5勝2敗・防御率4.67・38奪三振の成績を残した。オフの11月6日に40人枠を外れる形でAAA級ラウンドロックへ配属された後、FAとなった。12月19日にレンジャーズとマイナー契約を結び、2018年のスプリングトレーニングに招待選手として参加することになった。
2018年も開幕からAAA級ラウンドロックでプレーし、5月24日にメジャー契約を結んでアクティブ・ロースター入りした。6月20日のカンザスシティ・ロイヤルズ戦に先発した際には、本来は三塁手のアイザイア・カイナー＝ファレファが捕手を務めており、MLB史上初めて苗字にハイフンが入っている選手同士のバッテリーが誕生した。オフの11月2日にFAとなった。

### 台湾・統一時代
2019年1月13日、台湾プロ野球の統一ライオンズと契約したことが発表された。しかし、6月12日に妻の出産に立ち会うためアメリカに帰国し、契約要項に従って2軍落ち。そのまま台湾に戻ることはなく、退団となった。

### レンジャーズ傘下復帰
2019年6月29日に古巣レンジャーズとマイナー契約を結び、同日中に傘下AAA級ナッシュビル・サウンズへ配属された。
2020年6月1日にFAとなった。

### ドジャース傘下時代
2021年5月4日にロサンゼルス・ドジャースとマイナー契約を結んだ。5月5日に傘下AAA級オクラホマシティ・ドジャースへ配属され、開幕を迎えた。結局、この年メジャーには昇格できず、オフの11月7日にFAとなった。その後ウィンターリーグに参加し、ティグレス・デル・リセイに所属した。

### メキシカンリーグ時代
2022年2月7日にメキシカンリーグのモンテレイ・サルタンズと契約した。5月10日にラグナ・ユニオン・コットンファーマーズにトレード移籍した。5月17日に自由契約となった。この年限りで現役を引退した。

### 現役引退後
2023年より、トロント・ブルージェイズ傘下A+級バンクーバー・カナディアンズのブルペンコーチに就任した。

## 詳細情報

### 年度別投手成績
| 年 度     | 球 団     | 登 板 | 先 発 | 完 投 | 完 封 | 無 四 球 | 勝 利 | 敗 戦 | セ 丨 ブ | ホ 丨 ル ド | 勝 率 | 打 者 | 投 球 回 | 被 安 打 | 被 本 塁 打 | 与 四 球 | 敬 遠 | 与 死 球 | 奪 三 振 | 暴 投 | ボ 丨 ク | 失 点 | 自 責 点 | 防 御 率 | W H I P |
| --------- | --------- | ----- | ----- | ----- | ----- | -------- | ----- | ----- | -------- | ----------- | ----- | ----- | -------- | -------- | ----------- | -------- | ----- | -------- | -------- | ----- | -------- | ----- | -------- | -------- | ------- |
| 2017      | TEX       | 24    | 6     | 0     | 0     | 0        | 5     | 2     | 0        | 0           | .714  | 299   | 69.1     | 74       | 14          | 20       | 0     | 3        | 38       | 3     | 0        | 36    | 36       | 4.67     | 1.36    |
| 2018      | TEX       | 13    | 6     | 0     | 0     | 0        | 2     | 3     | 0        | 0           | .400  | 203   | 45.0     | 56       | 9           | 14       | 0     | 5        | 33       | 2     | 0        | 33    | 31       | 6.20     | 1.56    |
| 2019      | 統一      | 15    | 6     | 0     | 0     | 0        | 2     | 5     | 0        | 0           | .286  | 204   | 46.0     | 46       | 8           | 12       | 2     | 6        | 37       | 0     | 0        | 34    | 27       | 5.28     | 1.26    |
| MLB：2年  | MLB：2年  | 37    | 12    | 0     | 0     | 0        | 7     | 5     | 0        | 0           | .583  | 502   | 114.1    | 130      | 23          | 34       | 0     | 8        | 71       | 5     | 0        | 69    | 67       | 5.27     | 1.43    |
| CPBL：1年 | CPBL：1年 | 15    | 6     | 0     | 0     | 0        | 2     | 5     | 0        | 0           | .286  | 204   | 46.0     | 46       | 8           | 12       | 2     | 6        | 37       | 0     | 0        | 34    | 27       | 5.28     | 1.26    |

### 背番号
- 56（2017年 - 2018年）
- 44（2019年）